# Someone Special
Someone Special（サムワン スペシャル）は、光GENJI（光GENJISUPER5）13枚目のオリジナル・アルバム。光GENJISUPER5としては最初のアルバム。1995年3月1日にポニー・キャニオンから発売された。

## 解説
1994年8月31日の大阪城ホールのラストコンサートでメンバーの大沢樹生、佐藤寛之が脱退。グループ改名後初となるアルバム。

## 収録曲
1. Angelic Day - 作詞：三浦徳子、作曲：清岡千穂、編曲：水島康貴
2. DIVA - 作詞、作曲：中村栄之、編曲：田辺恵二
3. 君は逆襲する！ - 作詞：夏目純、作曲：谷本新、編曲：水島康貴
4. Someday - 作詞：松井五郎、作曲：山口美央子、編曲：鈴木英利
5. 明日があるさ - 作詞：只野菜摘、作曲：秋元薫、編曲：井上日徳
6. Lover'ｓBeat - 作詞：中村邦夫、作曲：羽場仁志、編曲：井上日徳
7. THE LONG AND WINDY ROAD - 作詞：田久保真見、作曲：大門一也、編曲：水島康貴
8. 馴染みのムジナ - 作詞：津田りえこ、作曲、編曲：井上日徳
9. 君がいれば何もいらない - 作詞、作曲：沢田聖子、編曲：水島康貴
10. 氷が溶けて血に変わるまで - 作詞：MOTOMY、作曲：水島康貴、編曲：井上日徳